# Яребица (област Силистра)
Вижте пояснителната страница за други значения на Яребица.
Яребица е село в Североизточна България. То се намира в община Дулово, област Силистра.

## История
До 1942 г. селото носи името Чилер. Основано е към 50-те години на 16-ия век. Намира се на 15 км на югозапад от град Дулово. От преданията, разказите и други източници се установява, че на мястото на селото първоначално имало гора. Днешният център и сегашният парк представлявали една широка поляна вътре в гората.
Керваните, пътуващи от град Айтос и околните села за гр. Силистра, тук пускали добитъка и правили отдих по няколко дена. На тях им харесала местността, самият въздух, изобилието от яребици, едновременно подходящо е било и за лов. И така се смята, че образуването на селото станало към 50-те години на 16-ия век и началото на 17-ия век.
За първоначални създатели се смята родът на Али Бейовите от Молла Хасанови и от семействата на въпросните кервани. Селото първоначално е носело името Чиллер. (от луничките на Яребицата)
На запад от Яребица, на около 2-3 км, съществувало друго село – Юртлук. Дълго време са живели като добри съседи. Част от жителите на село Юртлук са настанени в село Капаклъ, сега Слатина, където са открили водоизточници.
Юурт – означава дворно място, село и родина. Произлиза от татарско название. Самият Юртлук се предполага, че е съществувал до края на 18-ия век. Животът при тях е бил малко по-особен, повечето от жителите пиели вода от специално направените гьолове, заградени от четири страни от плет и от дъски, такова название носи гьолът „Тахталъ гьолджук“. По-заможните домакинства носели вода от Силистра. Селяните взаимно са си посещавали сватбите и вечеринките, сключвали бракове и др. От източници се предполага, че там са живеели еничарски семейства. Може би след упадъка на Османската империя и разтурването на Еничарския корпус е изчезнало и самото село. Там, където е било селото, e залесено с акациева гора.
В началото на 17-ия век броя на семействата в Яребица достигнали около 40 – по-будните от родоначалниците решили, че домакинствата вече достигнали на брой 40 и трудно може да се живее в това село. Жителите на Яребица направили няколко опита за да открият вода, обаче без успех. По-късно при разширяване на обработваемата земя, в местността „къзъл бурун“ – аленият нос, днешното село Руйно – един от жителите на Яребица при обедната почивка легнал да си почива под един черен дъб. Сънува, че някой му казва, че ако копаят под дъба, ще изкарат вода. И така се осъществява дълго очакваната мечта на селото. Изкарали вода и кладенецът бил кръстен на името на дъба, Кара Пелит. По-късно в околностите са били изкопани и други кладенци.
Икономически селото до началото на 19-ия век е било примитивно и аграрно ориентирано. Тук царувало дървеното рало, някои домашни потреби се закупували от град Силистра, като газ, сол, съдове и др. стоки от първа необходимост.
Повечето семейства притежавали по 5-6 и повече крави или биволи, и други видове животни – овце, коне, кози. През първото десетилетие на 19 век е бил отворен първият магазин от арменци, дошли от Шумен. Първият магазинер е бил българинът Еню Георгиев, който е бил жестоко ограбен от бандити през 1917 година.
Населението на селото до началото на 19-ия век е било напълно неграмотно, най-голям културен и просветителен център е била джамията, начело с ходжата, който единствен знаел да чете и пише. Към джамията са били построени класни стаи, в които подрастващото поколение изучавало ислямската религия. Изтъкнати ходжи са били Юмер Юсуфов Хатибов, Делинин Мехмед Бератлъ и др.
След Освобождението на България от 1878 до 1913 г. кметове са били: Осман Ахмедов Топалов и Сюлейман Мъстъш.
През Балканската война румънците превзели Добруджа и така продължило до 1916 година. През тяхното тригодишно управление на власт били свирепият Хамиш, който е бил караулин на селото, и Хюсеин Коч. Тяхната дейност е свързана със съдействие на властта по събирането на данъци, такси от населението, ремонти на пътища, на гъолове, на кладенци и други. С идването на многопартийния режим, Авресканите губят изборите и на власт идва партията на Либералите. През тяхното време кмет е станал Мехмед Молла. След като те губят изборите, печелят Националистите, тогава като кмет 4 години и като помощник кмет 3 години са издигнати Мехмед и Мехмедов. До 1940 година на селото кметове са били също Мехмед Мюзення Джон, Мехмед Салиев и Мехмед Бозаджи.
През 1935 г. е било построено днешното училище, тогава кмет е бил Мехмед Джон от с. Зарица, а джамията е била построена от дряновските майстори.
От 1940 до 1944 г. животът е бил много тежък, съгласно Крайовския договор Добруджа е била отстъпена на България. Поради бедността хората нямали средства да издържат учениците си в горните класове. През учебната 1947-1948 година се открива първото основно училище. До 1940 година село Яребица е била централна община, съставена от с. Зарица и с. Руйно. През месец септември 1955 година се образува ТКЗС в селото, за председател е избран Осман Бозаджиев. Отначало в с. Яребица е имало и други народности: арменци, румънци и други.

## Културни и природни забележителности
В село Яребица се намира най-старата джамия с уникален външен вид.

## Други
В село Яребица предимно се занимават със земеделие. Произвеждат се пшеница, чубрица, тютюн, билки. В селото се намира голяма сливова градина от 800 дка. Земята се обработва и стопанисва предимно от двете кооперации в селото и някои земеделски производители. В селото съществуват и няколко животновъдни ферми с по около 15-20 крави. В селото работят три шивашки цеха, които осигуряват работа на около 200 жени от селото и района. В селото функционира и банкомат на ПИБ.
Залив Яребица на остров Смит в Антарктика е наименуван на селото.